# Францева Олександра В'ячеславівна
Олександра В'ячеславівна Францева (нар. 24 квітня 1987 року, Петропавловськ-Камчатський, СРСР) — російська гірськолижниця, яка виступає в класі спортсменів з порушенням зору. Дворазова паралімпійська чемпіонка і багаторазовий призер Паралімпійських ігор 2014. Заслужений майстер спорту Росії.
Олександра — старша сестра Івана Францева, який також гірськолижник, учасник Паралімпійських ігор.

## Нагороди
- Орден «За заслуги перед Вітчизною» IV ступеня (2014 рік)[2].